# 198110 Heathrhoades
198110 Heathrhoades è un asteroide della fascia principale. Scoperto nel 2004, presenta un'orbita caratterizzata da un semiasse maggiore pari a 2,5660369 UA e da un'eccentricità di 0,2175291, inclinata di 4,07943° rispetto all'eclittica.